# Helastia farinata
Helastia farinata är en fjärilsart som först beskrevs av W. Warren 1896b.  Helastia farinata ingår i släktet Helastia och familjen mätare. Inga underarter finns listade i Catalogue of Life.